# Trastevere

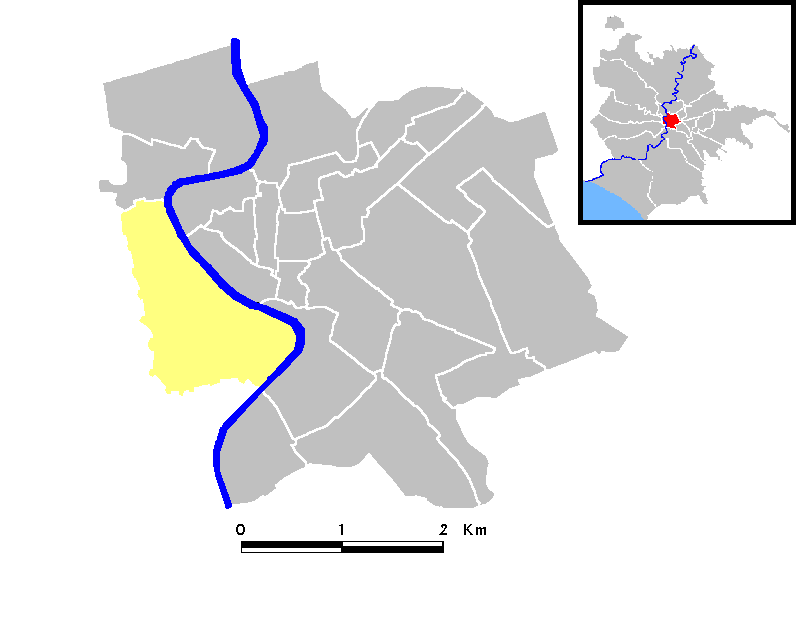
Trastevere

Trastevere (von lateinisch trans Tiberim „jenseits des Tiber“) ist der XIII. Rione (Stadtteil) von Rom. Er erstreckt sich vom südlichen Tiberknie bis zum Hügel Gianicolo auf dem rechten, westlichen Ufer des Tibers und gilt als das ursprünglichste und authentischste Viertel der Stadt. Die richtige Betonung des Namens liegt lateinisch und italienisch auf der zweiten Silbe: Trans Tíberim, Trastévere.

## Beschreibung

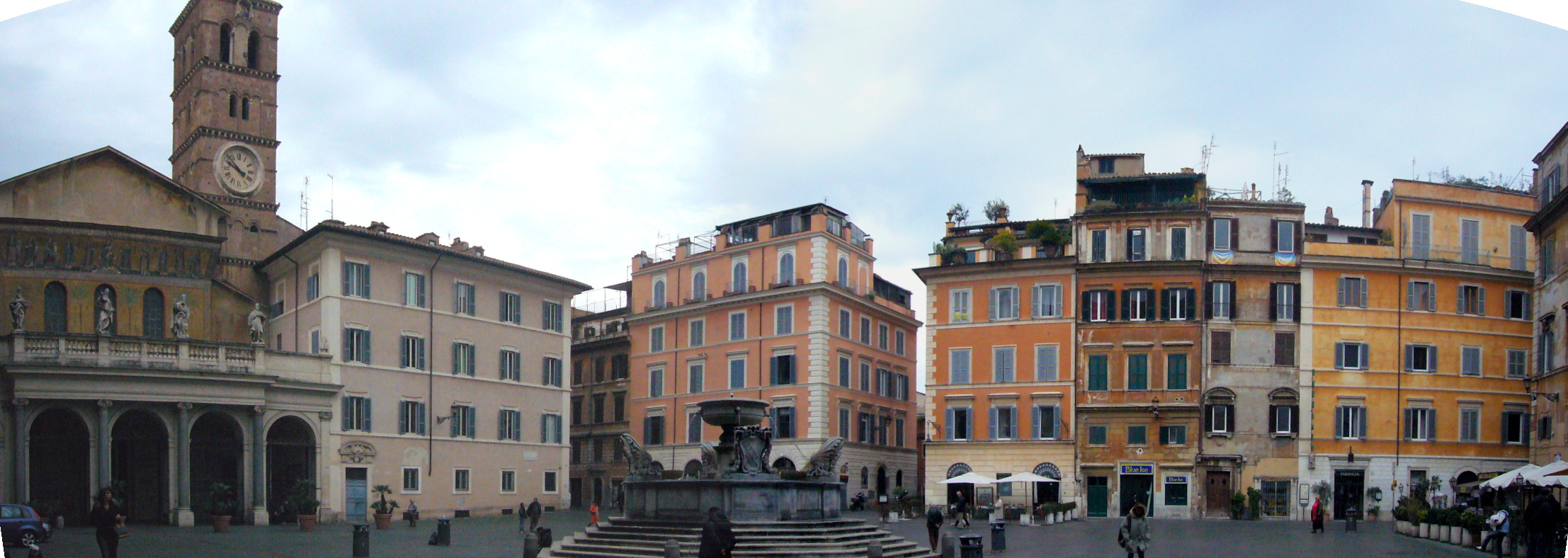
Piazza Santa Maria in Trastevere

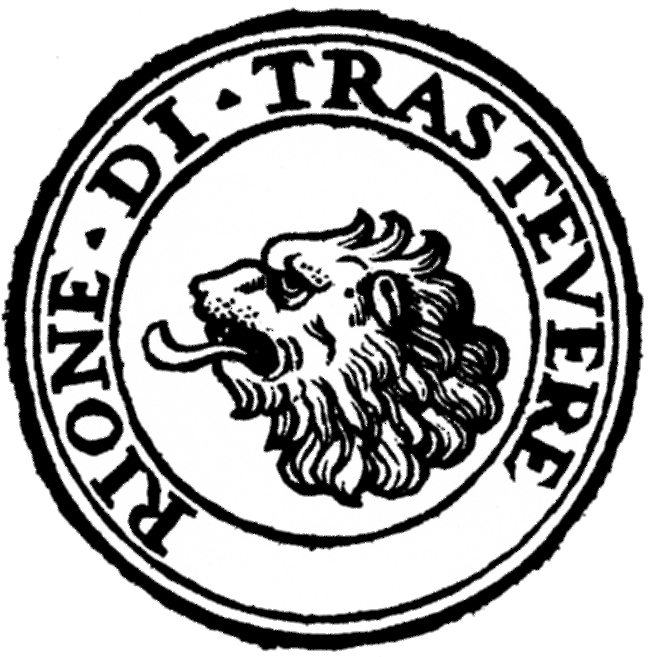
Wappen des Bezirks (Rione). Bei farbigen Abbildungen ist der Löwenkopf golden und der Hintergrund rot dargestellt.

Überproportional viele alte Wohngebäude und enge Gassen machen diesen alten Stadtteil, der den meisten Vierteln des historischen Stadtzentrums Roms auf der rechten Tiberseite gegenüberliegt, zum pittoresken Magneten für Touristen und Fotografen. Alte Kirchengebäude wie Sant’Egidio in Trastevere, Santa Maria in Trastevere, San Pietro in Montorio, Santa Cecilia in Trastevere und San Francesco a Ripa sind dort zu finden. In Trastevere besteht zudem eine hohe Dichte an Gastronomiebetrieben und kulturellen Angeboten.
Sehr bekannt und beliebt bei Einheimischen und Touristen gleichermaßen ist der Flohmarkt Porta Portese, der seinen Namen vom nahegelegenen ehemaligen Stadttor Porta Portuensis der Aurelianischen Mauer hat. Er findet jeden Sonntag von den frühen Morgenstunden bis 14 Uhr statt. 
In Trastevere haben verschiedene Abteilungen der Römischen Kurie ihren Sitz, wie z. B. der Päpstliche Rat für die Laien. Die Kirche Santa Maria in Trastevere ist seit dem 12. Jahrhundert römische Titelkirche.

## Geschichte

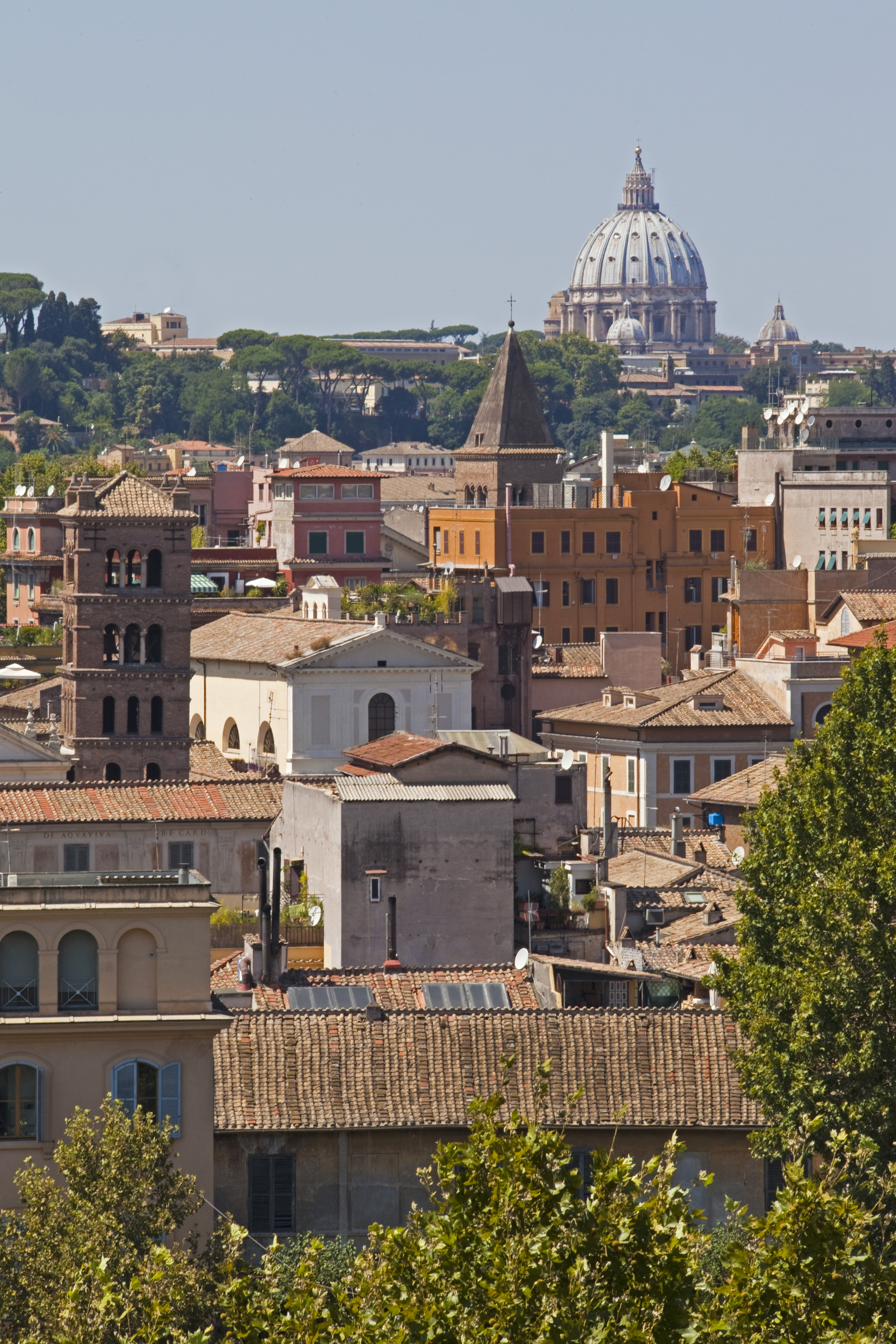
Blick vom Aventin über Trastevere zum Petersdom

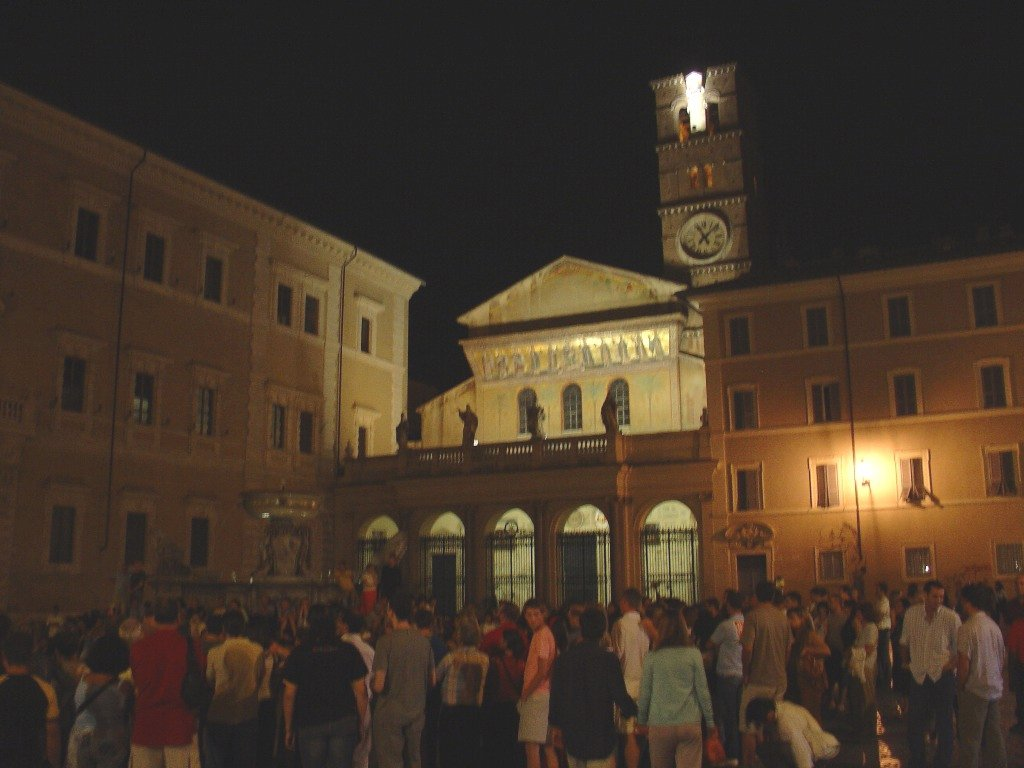
Piazza Santa Maria in Trastevere nachts

Trastevere war eines der Arbeiterviertel im alten Rom. Es war das Viertel der Ausländer und Randgruppen. Zunächst lebten dort viele Juden, was sich darin äußerte, dass es hier einst zehn Synagogen gab. Auch die ersten Christen Roms siedelten hier. Einige der wichtigsten frühchristlichen Basiliken befinden sich in Trastevere.
Im Laufe der Geschichte blieb Trastevere das internationale Viertel Roms. Einwanderer kamen in dieses Gebiet, da es billiger war als die anderen Stadtviertel. Manche nennen Trastevere auch das Dorf in der Stadt. 
Während der Revolte in Rom 1849 gegen das Papsttum war Trastevere die Hochburg der Rebellen, worauf die alteingesessenen Bewohner noch heute stolz sind. Darauf verweist etwa die Büste der von päpstlichen Truppen erschossenen Giuditta Tavani Arquati und die Gedenktafel an die Aufständischen in der Via della Lungaretta 97. Auch die Piazza Giuditta Tavani Arquati gedenkt der „Heldin von Trastevere“.
Seit den 1970er Jahren ist Trastevere stark von Gentrifizierung betroffen und wurde als „Geheimtipp“ auch immer mehr touristisch erschlossen.
Der Schauspieler Alberto Sordi wurde hier geboren.